# Iranische Zentralbank
Die Zentralbank der Islamischen Republik Iran (persisch بانک مرکزی جمهوری اسلامی ايران Bank Markazi-ye Dschomhuri-ye Eslāmi-ye Irān) ist die Zentralbank der Islamischen Republik Iran mit Sitz in Teheran.

## Gründungsgeschichte

### Kaiserliche Bank von Persien

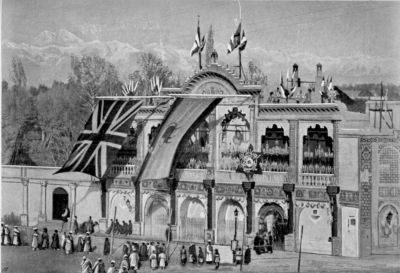
Kaiserliche Bank von Persien in Teheran (1900)

Die Kaiserliche Bank von Persien (Bank-e Shahi) war die am 30. Januar 1889 gegründete erste Bank in Iran. Das Grundkapital der Bank betrug 1 Mio. britische Pfund. Die Bank hatte von Naser al-Din Schah eine Monopolkonzession zur Ausgabe persischer Banknoten erhalten und erfüllte daher, obwohl vollständig in britischem Besitz, die Funktion einer iranischen Zentralbank. Auch das Management der Bank war vollständig in britischer Hand. Die Bankkonzession wurde unter Mozaffar ad-Din Schah für weitere 60 Jahre erteilt. Mozaffar ad-Din Schah erhielt im Gegenzug für die Konzession ein Darlehen über 40.000 Pfund.

### Bank Melli
Die britisch geführte Imperial Bank of Persia behielt ihre Funktion als Zentralbank bis ins Jahr 1931. Reza Schah hatte im Rahmen eines nationalen Aufbauprogramms auch die Einführung eines modernen Bankensystems vorgesehen. Ein wichtiger Berater dafür war der deutsche Bankier Wilhelm Bötzkes. Im Jahr 1927 wurde auf Beschluss des iranischen Parlaments (Madschles) die Bank Melli als erste Staatsbank des Iran gegründet. Der erste Geschäftsführer der Bank war der Deutsche Kurt Lindenblatt. 1931 wurde die Bank Melli vom Parlament autorisiert, die iranischen Rialscheine zu drucken und in Umlauf zu bringen. Mit dieser Entscheidung löste die Bank Melli, die weiter als staatliche Geschäftsbank fungierte, die Imperial Bank of Persia in ihrer Funktion als Zentralbank ab.

### Bank Markasi
Die Trennung zwischen Geschäftsbank und Zentralbank erfolgte 1960 unter Mohammad Reza Schah im Rahmen des Zweiten Entwicklungsprogramms mit der Gründung der Bank Markasi als eigenständige staatliche Bank mit reiner Zentralbankfunktion. International führte die Bank die Bezeichnung „Central Bank of Iran“.

#### Zentralbank der Islamischen Republik Iran
Seit der Islamischen Revolution im Jahr 1979 firmiert die Zentralbank international unter dem Namen Central Bank of the Islamic Republic of Iran. Sie wird gegenwärtig von Valiollah Seif geleitet. Die wichtigsten Ziele der Bank sind die Wahrung der Preisstabilität und die Unterstützung der Wirtschaftspolitik der iranischen Regierung. Sie verwaltet die nationale Währung Iranischer Rial, gibt Themen-Banknoten und -Münzen heraus und hält die nationalen Währungsreserven.
Die Zentralbank bewahrt unter anderem die Sammlung der Iranischen Kronjuwelen auf.

#### Sanktionen durch die US-Regierung
Anfang des Jahres 2012 verabschiedete die US-amerikanische Regierung unter Barack Obama ein Gesetz, das wirtschaftliche Sanktionen gegen die Iranische Zentralbank verschärft.